# Aporcelaimellus maitai
Aporcelaimellus maitai är en rundmaskart som beskrevs av Yeates 1967. Aporcelaimellus maitai ingår i släktet Aporcelaimellus och familjen Aporcelaimidae. Inga underarter finns listade i Catalogue of Life.